# 13e étape du Tour de France 2012
Pour un article plus général, voir Tour de France 2012.
La 13e étape du Tour de France 2012 se déroule le samedi 14 juillet 2012, part de Saint-Paul-Trois-Châteaux et arrive au Cap d'Agde. Elle est remportée par André Greipel qui signe sa troisième victoire dans le Tour 2012.

## Parcours
Le départ est donné à Saint-Paul-Trois-Châteaux, dans le département de la Drôme. La ville avait déjà accueilli le Tour l'année précédente, dans une étape vers Gap. Le parcours, long de 217 kilomètres, est essentiellement plat, avec une seule difficulté en fin de parcours : le mont Saint-Clair à Sète.
Les coureurs font un très bref passage dans le Vaucluse avant de traverser le Rhône et d'arriver dans le département du Gard au niveau de Pont-Saint-Esprit. Le peloton traverse les villes de Bagnols-sur-Cèze et Uzès, avant d'arriver dans le département de l'Hérault après Quissac, où a lieu le ravitaillement. Le sprint intermédiaire est situé quelques kilomètres plus loin au niveau de Mas-de-Londres. Le tracé redescend ensuite vers la mer Méditerranée au niveau de l'agglomération montpelliéraine, pour ensuite longer la mer sur les cinquante derniers kilomètres. Après avoir traversé Frontignan, les coureurs arrivent dans la ville de Sète pour y gravir le mont Saint-Clair, classé en 3e catégorie (1,6 km à 10,2 %). Puis les coureurs redescendent en longeant la lagune de l'étang de Thau avant l'arrivée au Cap d'Agde.

## Déroulement de la course
Une échappée de huit coureurs se forme rapidement, elle comprend Roy Curvers (Argos-Shimano), Samuel Dumoulin (Cofidis), Pablo Urtasun (Euskaltel-Euskadi), Matthieu Ladagnous (FDJ-BigMat) et Michael Mørkøv (Saxo Bank-Tinkoff Bank) rejoints par Maxime Bouet (AG2R La Mondiale) et Jimmy Engoulvent (Saur-Sojasun) au km 7, puis Jérôme Pineau (Omega Pharma-Quick Step) au km 18. L'avance du groupe atteint rapidement 9 min 20 s au km 33.
La poursuite est assurée par l'équipe Orica-GreenEDGE du sprinteur Matthew Goss qui travaille beaucoup pour revenir sur les échappés. Tony Gallopin (RadioShack-Nissan), l'un des coureurs français sélectionnés pour les Jeux Olympiques de Londres, qui souffrait de problèmes digestifs depuis plusieurs jours, abandonne après une cinquantaine de kilomètres.
Au sprint intermédiaire de Mas-de-Londres (km 126,5), l'avance de l'échappée est déjà retombée à 3 min 50 s. Goss, probablement déçu de son déclassement de la veille derrière Sagan, dispute sans conviction le sprint intermédiaire. Il est devancé par Peter Sagan (Liquigas-Cannondale), qui accroit son avantage au classement par points, et André Greipel (Lotto-Belisol).
À 63 kilomètres de l'arrivée, alors que l'avance des 8 échappés est tombée à 2 min 10 s, Mørkøv part seul. Au pied du mont Saint-Clair, avec la fatigue de son raid solitaire, son avance de 55 secondes est trop faible pour résister au retour du peloton. Dans la montée, Cadel Evans (BMC Racing) et Jurgen Van den Broeck (Lotto-Belisol) accélèrent le rythme mais ils sont facilement contrôlés par le maillot jaune Bradley Wiggins (Sky). Parmi les sprinteurs, Greipel et Sagan parviennent à garder le contact avec le groupe de tête alors que Mark Cavendish (Sky) et Goss sont lâchés.
Sur le bord de mer qui rejoint le Cap d'Agde, Alexandre Vinokourov (Astana) et Michael Albasini (Orica-GreenEDGE) attaquent à 16 km de l'arrivée mais ils sont repris à 2,5 km du but par l'équipe Lotto-Belisol travaillant pour Greipel. Luis León Sánchez (Rabobank) tente alors sa chance mais il est repris peu avant l'arrivée par le maillot jaune Wiggins qui mène lui-même le peloton pour préparer le sprint à son coéquipier Edvald Boasson Hagen. Le sprint est finalement remporté par Greipel d'une demi-roue devant Sagan, toujours solide porteur du maillot vert, et Boasson Hagen. Wiggins conserve le maillot jaune.

## Résultats

### Classement de l'étape
| Classement de la 13e étape | Classement de la 13e étape | Classement de la 13e étape | Classement de la 13e étape | Classement de la 13e étape |
|                            | Coureur                    | Pays                       | Équipe                     | Temps                      |
| -------------------------- | -------------------------- | -------------------------- | -------------------------- | -------------------------- |
| 1er                        | André Greipel              | Allemagne                  | Lotto-Belisol              | en 4 h 57 min 59 s         |
| 2e                         | Peter Sagan                | Slovaquie                  | Liquigas-Cannondale        | m.t                        |
| 3e                         | Edvald Boasson Hagen       | Norvège                    | Sky                        | m.t                        |
| 4e                         | Sébastien Hinault          | France                     | AG2R La Mondiale           | m.t                        |
| 5e                         | Daryl Impey                | Afrique du Sud             | Orica-GreenEDGE            | m.t                        |
| 6e                         | Julien Simon               | France                     | Saur-Sojasun               | m.t                        |
| 7e                         | Marco Marcato              | Italie                     | Vacansoleil-DCM            | m.t                        |
| 8e                         | Philippe Gilbert           | Belgique                   | BMC Racing                 | m.t                        |
| 9e                         | Peter Velits               | Slovaquie                  | Omega Pharma-Quick Step    | m.t                        |
| 10e                        | Danilo Hondo               | Allemagne                  | Lampre-ISD                 | m.t                        |
| modifier                   |                            |                            |                            |                            |

### Points attribués
| Sprint intermédiaire de Mas-de-Londres (km 126,5) | Sprint intermédiaire de Mas-de-Londres (km 126,5) | Sprint intermédiaire de Mas-de-Londres (km 126,5) | Sprint intermédiaire de Mas-de-Londres (km 126,5) | Sprint intermédiaire de Mas-de-Londres (km 126,5) |
| ------------------------------------------------- | ------------------------------------------------- | ------------------------------------------------- | ------------------------------------------------- | ------------------------------------------------- |
|                                                   | Coureur                                           | Pays                                              | Équipe                                            | Point(s)                                          |
| 1er                                               | Pablo Urtasun                                     | Espagne                                           | Euskaltel-Euskadi                                 | 20                                                |
| 2e                                                | Roy Curvers                                       | Pays-Bas                                          | Argos-Shimano                                     | 17                                                |
| 3e                                                | Jérôme Pineau                                     | France                                            | Omega Pharma-Quick Step                           | 15                                                |
| 4e                                                | Matthieu Ladagnous                                | France                                            | FDJ-BigMat                                        | 13                                                |
| 5e                                                | Jimmy Engoulvent                                  | France                                            | Saur-Sojasun                                      | 11                                                |
| 6e                                                | Samuel Dumoulin                                   | France                                            | Cofidis                                           | 10                                                |
| 7e                                                | Maxime Bouet                                      | France                                            | AG2R La Mondiale                                  | 9                                                 |
| 8e                                                | Michael Mørkøv                                    | Danemark                                          | Saxo Bank-Tinkoff Bank                            | 8                                                 |
| 9e                                                | Peter Sagan                                       | Slovaquie                                         | Liquigas-Cannondale                               | 7                                                 |
| 10e                                               | André Greipel                                     | Allemagne                                         | Lotto-Belisol                                     | 6                                                 |
| 11e                                               | Matthew Goss                                      | Australie                                         | Orica-GreenEDGE                                   | 5                                                 |
| 12e                                               | Daryl Impey                                       | Afrique du Sud                                    | Orica-GreenEDGE                                   | 4                                                 |
| 13e                                               | Baden Cooke                                       | Australie                                         | Orica-GreenEDGE                                   | 3                                                 |
| 14e                                               | Bernhard Eisel                                    | Autriche                                          | Sky                                               | 2                                                 |
| 15e                                               | Michael Rogers                                    | Australie                                         | Sky                                               | 1                                                 |
| modifier                                          |                                                   |                                                   |                                                   |                                                   |

| Classement de l'étape | Classement de l'étape | Classement de l'étape | Classement de l'étape   | Classement de l'étape |
| --------------------- | --------------------- | --------------------- | ----------------------- | --------------------- |
|                       | Coureur               | Pays                  | Équipe                  | Point(s)              |
| 1er                   | André Greipel         | Allemagne             | Lotto-Belisol           | 45                    |
| 2e                    | Peter Sagan           | Slovaquie             | Liquigas-Cannondale     | 35                    |
| 3e                    | Edvald Boasson Hagen  | Norvège               | Sky                     | 30                    |
| 4e                    | Sébastien Hinault     | France                | AG2R La Mondiale        | 26                    |
| 5e                    | Daryl Impey           | Afrique du Sud        | Orica-GreenEDGE         | 22                    |
| 6e                    | Julien Simon          | France                | Saur-Sojasun            | 20                    |
| 7e                    | Marco Marcato         | Italie                | Vacansoleil-DCM         | 18                    |
| 8e                    | Philippe Gilbert      | Belgique              | BMC Racing              | 16                    |
| 9e                    | Peter Velits          | Slovaquie             | Omega Pharma-Quick Step | 14                    |
| 10e                   | Danilo Hondo          | Allemagne             | Lampre-ISD              | 12                    |
| 11e                   | Vincenzo Nibali       | Italie                | Liquigas-Cannondale     | 10                    |
| 12e                   | Bradley Wiggins       | Royaume-Uni           | Sky                     | 8                     |
| 13e                   | Janez Brajkovič       | Slovénie              | Astana                  | 6                     |
| 14e                   | Kevin De Weert        | Belgique              | Omega Pharma-Quick Step | 4                     |
| 15e                   | Christopher Froome    | Royaume-Uni           | Sky                     | 2                     |
| modifier              |                       |                       |                         |                       |

### Cols et côtes
| \| Mont Saint-Clair (km 194) 3e catégorie \| Mont Saint-Clair (km 194) 3e catégorie \| Mont Saint-Clair (km 194) 3e catégorie \| Mont Saint-Clair (km 194) 3e catégorie \| Mont Saint-Clair (km 194) 3e catégorie \| \| -------------------------------------- \| -------------------------------------- \| -------------------------------------- \| -------------------------------------- \| -------------------------------------- \| \| \| Coureur \| Pays \| Équipe \| Point(s) \| \| 1er \| Jurgen Van den Broeck \| Belgique \| Lotto-Belisol \| 2 \| \| 2e \| Cadel Evans \| Australie \| BMC Racing \| 1 \| \| modifier \| \| \| \| \| |                       |           |               |          |
| Mont Saint-Clair (km 194) 3e catégorie |                       |           |               |          |
| | Coureur               | Pays      | Équipe        | Point(s) |
| 1er | Jurgen Van den Broeck | Belgique  | Lotto-Belisol | 2        |
| 2e | Cadel Evans           | Australie | BMC Racing    | 1        |
| modifier |                       |           |               |          |

## Classements à l'issue de l'étape

### Classement général
| Classement général | Classement général    | Classement général | Classement général  | Classement général  |
|                    | Coureur               | Pays               | Équipe              | Temps               |
| ------------------ | --------------------- | ------------------ | ------------------- | ------------------- |
| 1er                | Bradley Wiggins       | Royaume-Uni        | Sky                 | en 59 h 32 min 32 s |
| 2e                 | Christopher Froome    | Royaume-Uni        | Sky                 | + 2 min             |
| 3e                 | Vincenzo Nibali       | Italie             | Liquigas-Cannondale | + 2 min 23 s        |
| 4e                 | Cadel Evans           | Australie          | BMC Racing          | + 3 min 19 s        |
| 5e                 | Jurgen Van den Broeck | Belgique           | Lotto-Belisol       | + 4 min 48 s        |
| 6e                 | Haimar Zubeldia       | Espagne            | RadioShack-Nissan   | + 6 min 15 s        |
| 7e                 | Tejay van Garderen    | États-Unis         | BMC Racing          | + 6 min 57 s        |
| 8e                 | Janez Brajkovič       | Slovénie           | Astana              | + 7 min 30 s        |
| 9e                 | Pierre Rolland        | France             | Europcar            | + 8 min 31 s        |
| 10e                | Thibaut Pinot         | France             | FDJ-BigMat          | + 8 min 51 s        |
| modifier           |                       |                    |                     |                     |

### Classement par points
| Classement par points | Classement par points | Classement par points | Classement par points | Classement par points |
| --------------------- | --------------------- | --------------------- | --------------------- | --------------------- |
|                       | Coureur               | Pays                  | Équipe                | Point(s)              |
| 1er                   | Peter Sagan           | Slovaquie             | Liquigas-Cannondale   | 296 points            |
| 2e                    | André Greipel         | Allemagne             | Lotto-Belisol         | 232 pts               |
| 3e                    | Matthew Goss          | Australie             | Orica-GreenEDGE       | 203 pts               |
| modifier              |                       |                       |                       |                       |

### Classement du meilleur grimpeur
| Classement du meilleur grimpeur | Classement du meilleur grimpeur | Classement du meilleur grimpeur | Classement du meilleur grimpeur | Classement du meilleur grimpeur |
| ------------------------------- | ------------------------------- | ------------------------------- | ------------------------------- | ------------------------------- |
|                                 | Coureur                         | Pays                            | Équipe                          | Point(s)                        |
| 1er                             | Fredrik Kessiakoff              | Suède                           | Astana                          | 66 points                       |
| 2e                              | Pierre Rolland                  | France                          | Europcar                        | 55 pts                          |
| 3e                              | Chris Anker Sørensen            | Danemark                        | Saxo Bank-Tinkoff Bank          | 39 pts                          |
| modifier                        |                                 |                                 |                                 |                                 |

### Classement du meilleur jeune
| Classement général du meilleur jeune | Classement général du meilleur jeune | Classement général du meilleur jeune | Classement général du meilleur jeune | Classement général du meilleur jeune |
|                                      | Coureur                              | Pays                                 | Équipe                               | Temps                                |
| ------------------------------------ | ------------------------------------ | ------------------------------------ | ------------------------------------ | ------------------------------------ |
| 1er                                  | Tejay van Garderen                   | États-Unis                           | BMC Racing                           | en 59 h 39 min 29 s                  |
| 2e                                   | Thibaut Pinot                        | France                               | FDJ-BigMat                           | + 1 min 54 s                         |
| 3e                                   | Rein Taaramäe                        | Estonie                              | Cofidis                              | + 41 min 59 s                        |
| modifier                             |                                      |                                      |                                      |                                      |

### Classement par équipes
| Classement par équipes | Classement par équipes | Classement par équipes | Classement par équipes |
|                        | Équipe                 | Pays                   | Temps                  |
| ---------------------- | ---------------------- | ---------------------- | ---------------------- |
| 1re                    | RadioShack-Nissan      | Luxembourg             | en 178 h 50 min 10 s   |
| 2e                     | Sky                    | Royaume-Uni            | + 12 min 38 s          |
| 3e                     | Astana                 | Kazakhstan             | + 25 min 19 s          |
| modifier               |                        |                        |                        |

## Abandon
- Tony Gallopin (RadioShack-Nissan) : abandon.